# Plagithmysus fugitivus
Plagithmysus fugitivus är en skalbaggsart som först beskrevs av Perkins 1927.  Plagithmysus fugitivus ingår i släktet Plagithmysus och familjen långhorningar. Inga underarter finns listade i Catalogue of Life.